# Zvonimir Cimermančić
Zvonimir Cimermančić, né le 26 août 1917 à Zagreb et mort le 17 mai 1979 à Zagreb, est un footballeur international yougoslave et croate. Il évoluait au poste de arrière droit et d'ailier droit.

## Biographie

### En club
Zvonimir Cimermančić est joueur du NK Varaždin de 1935 à 1938,.
Il devient joueur du Građanski en 1935. Il devient Champion de Yougoslavie en 1939-40.
Après l'indépendance de la Croatie sous le régime des Oustachis, il devient Champion de Croatie en 1942 et 1943.
Il joue avec le NK Lokomotiva Zagreb en 1949-1950.
De 1951 à 1954, il est joueur du Dinamo Zagreb. Il est à nouveau Champion de Yougoslavie en 1947-48 et en 1953-54.
Il raccroche les crampons en 1954 après cet ultime titre.

### En équipe nationale
Zvonimir Cimermančić évolue avec deux équipes nationales la Yougoslavie et la Croatie,.
Il est d'abord sélectionné avec une équipe nationale croate représentant la Banovine de Croatie le 2 avril 1940 contre la Suisse (victoire 4-0 à Zagreb), il inscrit un doublé à cette occasion. Il joue ensuite deux matchs avec cette équipe régionale à nouveau contre la Suisse et la Hongrie.
Par la suite, il est sélectionné avec l'équipe de Yougoslavie le 22 septembre 1940 contre la Roumanie (défaite 1-2 à Belgrade) pour la coupe du Danube 1940-1941.
Le 8 décembre 1940, il joue à nouveau avec l'équipe croate contre la Hongrie (match nul 1-1 à Zagreb).
En 1941, l'État indépendant de Croatie dirigé par les Oustachis est créé. Cimermančić évolue de 1941 à 1944 avec l'équipe nationale croate.
Après la Seconde Guerre mondiale, Cimermančić joue avec la Yougoslavie de 1947 à 1948. Il dispute quatre rencontres de Coupe des Balkans.
Il fait partie du groupe yougoslave médaillé d'argent aux Jeux olympiques de 1948. Il dispute uniquement la finale perdue contre la Suède le 13 août 1948. C'est sa dernière rencontre en sélection nationale.
Au total, Cimermančić dispute 17 sélections pour 8 buts marqués en équipe de Croatie et 9 matchs pour 3 buts marqués en équipe de Yougoslavie.

## Palmarès
| \| Građanski - Championnat de Yougoslavie (1) : - Champion : 1939-40. - Championnat de Croatie (2) : - Champion : 1942 et 1943. \| \| Dinamo Zagreb - Championnat de Yougoslavie (2) : - Champion : 1947-48 et 1953-54. \| |  | Yougoslavie - Jeux olympiques : - Argent : 1948.                                  |
| Građanski - Championnat de Yougoslavie (1) : - Champion : 1939-40. - Championnat de Croatie (2) : - Champion : 1942 et 1943.                                                                                               |  | Dinamo Zagreb - Championnat de Yougoslavie (2) : - Champion : 1947-48 et 1953-54. |